# Елма (Нью-Йорк)
Елма (англ. Elma) — місто (англ. town) в США, в окрузі Ері штату Нью-Йорк. Населення — 11 721 особа (2020).

## Демографія
Згідно з переписом 2010 року, у місті мешкало 11 317 осіб у 4460 домогосподарствах у складі 3354 родин. Було 4657 помешкань
Расовий склад населення:
| - 98,9 % — білих - 0,3 % — азіатів - 0,2 % — чорних або афроамериканців - 0,1 % — корінних американців |

До двох чи більше рас належало 0,4 %. Частка іспаномовних становила 0,6 % від усіх жителів.
За віковим діапазоном населення розподілялося таким чином: 21,0 % — особи молодші 18 років, 59,9 % — особи у віці 18—64 років, 19,1 % — особи у віці 65 років та старші. Медіана віку мешканця становила 47,4 року. На 100 осіб жіночої статі у місті припадало 98,8 чоловіків;  на 100 жінок у віці від 18 років та старших — 97,0 чоловіків також старших 18 років.
Середній дохід на одне домашнє господарство  становив 93 430 доларів США (медіана — 78 180), а середній дохід на одну сім'ю — 110 953 долари (медіана — 95 241). Медіана доходів становила 66 458 доларів для чоловіків та 46 456 доларів для жінок. За межею бідності перебувало 4,2 % осіб, у тому числі 2,8 % дітей у віці до 18 років та 3,3 % осіб у віці 65 років та старших.
Цивільне працевлаштоване населення становило 6204 особи. Основні галузі зайнятості: освіта, охорона здоров'я та соціальна допомога — 27,6 %, виробництво — 11,7 %, мистецтво, розваги та відпочинок — 10,3 %.